# يودت فون هاله
يودت فون هاله (بالألمانية: Judith von Halle)‏ (و. 1972  م) هي مؤلفة، وكاتِبة، ومهندسة معمارية ألمانية، ولدت في برلين.